# Klofibbla
Klofibbla (Crepis tectorum) är en växtart i familjen korgblommiga växter.